# Rugubelent
Rugubelent (en turcomano: Ruhubelent; en ruso: Рухубелент) es un asentamiento urbano de Turkmenistán, capital del distrito de Rugubelent en la provincia de Dashoguz. 

## Toponimia
La palabra ruhubelent significa en turcomano "inspirador".

## Historia
El distrito se estableció en abril de 2007 y la ciudad de Rugubelent se fundó el 17 de octubre de 2008. Las instalaciones en Rugubelent incluyen la oficina del gobernador de distrito, una comisaría, un fiscal de distrito, una oficina de seguridad nacional, un palacio de justicia, una escuela para 320 asientos, una casa de cultura, un hospital de 50 camas, un ambulatorio, un jardín de infancia, una planta potabilizadora de agua y un centro comercial.

## Infraestructura

### Transporte
La ciudad es servida por el ferrocarril Trans-Karakum que conecta Asjabad y Dashoguz, así como por la autopista Asjabad-Dashoguz.